# Eriosema congestum
Eriosema congestum är en ärtväxtart som beskrevs av George Bentham. Eriosema congestum ingår i släktet Eriosema och familjen ärtväxter. Inga underarter finns listade i Catalogue of Life.